# Сибиряков, Александр Михайлович
Алекса́ндр Миха́йлович Сибиряко́в (26 сентября (8 октября) 1849 года, Иркутск — 2 ноября 1933, Ницца) — российский предприниматель, исследователь Сибири. Брат Константина и Иннокентия Сибиряковых.

## Биография
Александр Сибиряков принадлежал к седьмому поколению одного из старых, богатых и влиятельных сибирских родов: его отец, Михаил Александрович Сибиряков (1815—1874), купец I гильдии, владел золотыми приисками, заводами, пароходством и Бодайбинской железной дорогой, а его состояние оценивалось в 4 млн рублей (недоступная ссылка).
25 сентября 1882 года в доме купца А. М. Сибирякова состоялось открытие бесплатного начального училища А. М. Кладищевой на 40 мальчиков и 40 девочек за счёт средств, пожертвованных Сибиряковым. Впоследствии училище разместилось в новом здании, построенном на капитал Сибирякова по улице Мясной.
В 1885—1895 годах был гласным Иркутской городской думы.

## Предпринимательство
После смерти отца в 1874 году Александр принял в управление семейные золотые прииски и пароходные компании, приобрёл Александро-Невский стекольный завод и писчебумажную фабрику. Помимо уже существовавших предприятий Сибиряков создал новые: в 1885 — «Ангарское пароходство» для организации буксирного движения по Ангаре до Братского острога, 1894 году — Амурское общество пароходства и торговли.
Но предприниматель вынашивал планы развития Сибири путём «улучшения сообщений, устройства в ней дорог и каналов, морских сношений её с соседними странами». Первые шаги Сибиряков предпринял сразу же, как вступил в права наследования. Он начал с содействия освоению Северного морского пути.
В 1890 году Главным начальником Уральских горных заводов ему было выдано свидетельство на поиски и разработку золотых россыпей и рудных месторождений в дозволенных местах Берёзовской округи Тобольской губернии.
В 1899 году продал свою шхуну «Енисей» тобольскому купцу А. А. Сыромятникову.

## Исследование Северного Ледовитого океана
Сибиряков являлся одним из спонсоров полярной экспедиции на пароходе «Вега» шведского мореплавателя профессора Норденшёльда, впервые прошедшего в 1878—1880 годах Северным морским путем вдоль берегов Сибири по Ледовитому океану и вышедшему через Берингов пролив в Тихий океан. В 1879 году, когда от Норденшельда не было долго известий, он послал на розыски шведов в районе устья р. Енисея свой пароход и дал средства А. В. Григорову на попутные обследования Северного Ледовитого океана. Швеция оценила заслуги всех организаторов и участников экспедиции. Сибиряков был избран почётным членом Шведского общества антропологии и географии, членом-корреспондентом Общества военных моряков, членом научного и литературного обществ Гётеборга.

## Водные пути Сибири

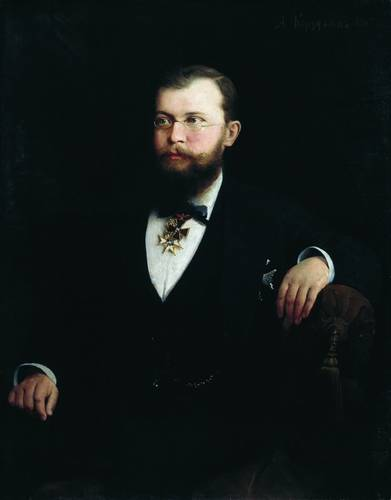
А. М. Сибиряков с орденом Полярной звезды
Портрет работы А. И. Корзухина.

«Там, где реки имеют громадные протяжения, как у нас в Европейской и Азиатской России, они, казалось бы, и должны играть в организме страны подобающую им роль. Сибирь богата своими водными путями, и наша задача состоит в том, чтобы ими воспользоваться как должно. Наступило время подумать об этом…»,- писал А. М. Сибиряков.
Интерес к водным путям Сибири диктовался практическими нуждами и сибирских предпринимателей, и жителей Сибири. Неразвитая сеть путей сообщения становилась важнейшей причиной экономической неразвитости Сибири. Благодаря предпринятым в 1880—1890-е годы экспедициям в различные районы Сибири и Дальнего Востока Сибиряков разрабатывает план соединения всех основных районов Сибири как между собой, так и с Европейской Россией и другими странами.
В 1880-е годы Сибиряков предпринимает ряд попыток пройти на пароходе «Оскар Диксон» через Карское море к Енисею, но терпит неудачу. Он исследует устья рек Печоры, Енисея, Оби, Амура, побережья Карского и Охотского морей, сухопутные маршруты между реками Западной и Восточной Сибири. Сибиряков решает «остановиться на Печоре» и установить связь Сибири с Европой по этой водной артерии. Сибиряков строит дорогу от Печоры к Оби. Проложенная по Щугорскому волоку, она стала известной как Сибиряковский тракт. По нему сибирские грузы вывозились в Печорский край, Мезенский уезд, на Мурманский берег, в Северную Норвегию, Данию. Для Печорского края, часто страдающего от голода, эта дорога стала спасением, благодаря ей цены на хлеб в крае снизились в 1887 году втрое.
Важным этапом в осуществлении задуманного стала работа по улучшению условий судоходства на Ангаре: в 1888 году на реке начали взрывать пороги и прокладывать по дну цепь для туэрных (цепных) судов. Однако преодолеть самый порожистый участок Ангары не удалось.

## Результаты исследований
Ход и результаты многочисленных путешествий Александр Михайлович изложил в ряде статей и в отдельных книгах. Судя по ним, мечтой исследователя было связать все уголки восточной части России: Западную и Восточную Сибирь, Якутский край, Дальний Восток, Камчатку — посредством водных путей Оби, Иртыша, Печоры, Енисея, Ангары, Лены, Амура в единую систему. Планировал он также открыть новые порты для оживления внешней торговли Сибири.
Проблемам путей сообщения в Сибири и связи её с другими странами посвящено около 30 статей, опубликованных Сибиряковым в 1881—1914 годах. Известны его статьи: «Плавание на „Оскаре Диксоне“ в 1880 году к устьям р. Енисея», «Очерк забайкальской жизни», «К вопросу о внешних рынках Сибири». Своеобразным итогом деятельности мецената стала книга «О путях сообщения Сибири и морских сношениях её с другими странами» (1907).
Исследовательская деятельность иркутского предпринимателя была широко известна и получила признание в России и за рубежом. Именитый сибиряк был награждён крестом ордена Полярной звезды от короля Швеции за помощь в организации экспедиции Норденшельда, Пальмовой ветвью от правительства Франции за содействие экспедиции Дж. В. Де-Лонга, серебряной медалью Русского географического общества.

## Благотворительность
Благотворительная деятельность Сибирякова была направлена главным образом на развитие просвещения и культуры Сибири. Самое известное его пожертвование — 200 000 рублей в 1878 году первому сибирскому университету в Томске, за что Сибиряков был награждён орденом Святого Владимира III степени. В 1904 году Сибиряков вместе с Д. И. Менделеевым был избран в почётные члены Томского университета.
В 1883 году Сибиряков выделил Академии наук 10 000 рублей. На проценты с этой суммы раз в три года должна была присуждаться премия за лучшее историческое сочинение о Сибири. В 1898 году эта премия Сибиряков была передана Императорской академией наук в распоряжение Томского университета, которая присуждалась через каждые три года за оригинальные, на русском языке, исторические сочинения о Сибири, а именно, такие, которые имеют своим предметом или общую историю всего этого края, или отдельных его частей, а также историю сибирских племён, гражданского быта, древностей, промыслов, просвещения и т. д. К соисканию премии допускались также и сборники исторических документов, впервые извлечённых из архивов.
Много сделал Сибиряков и для своего родного Иркутска: щедрые пожертвования учебным заведениям города, финансирование строительства храма во имя Казанской иконы Божьей Матери, устроение главного храма в Вознесенском монастыре. В 1893 году Сибирякову было присвоено звание почётного гражданина Иркутска.

## Последние годы

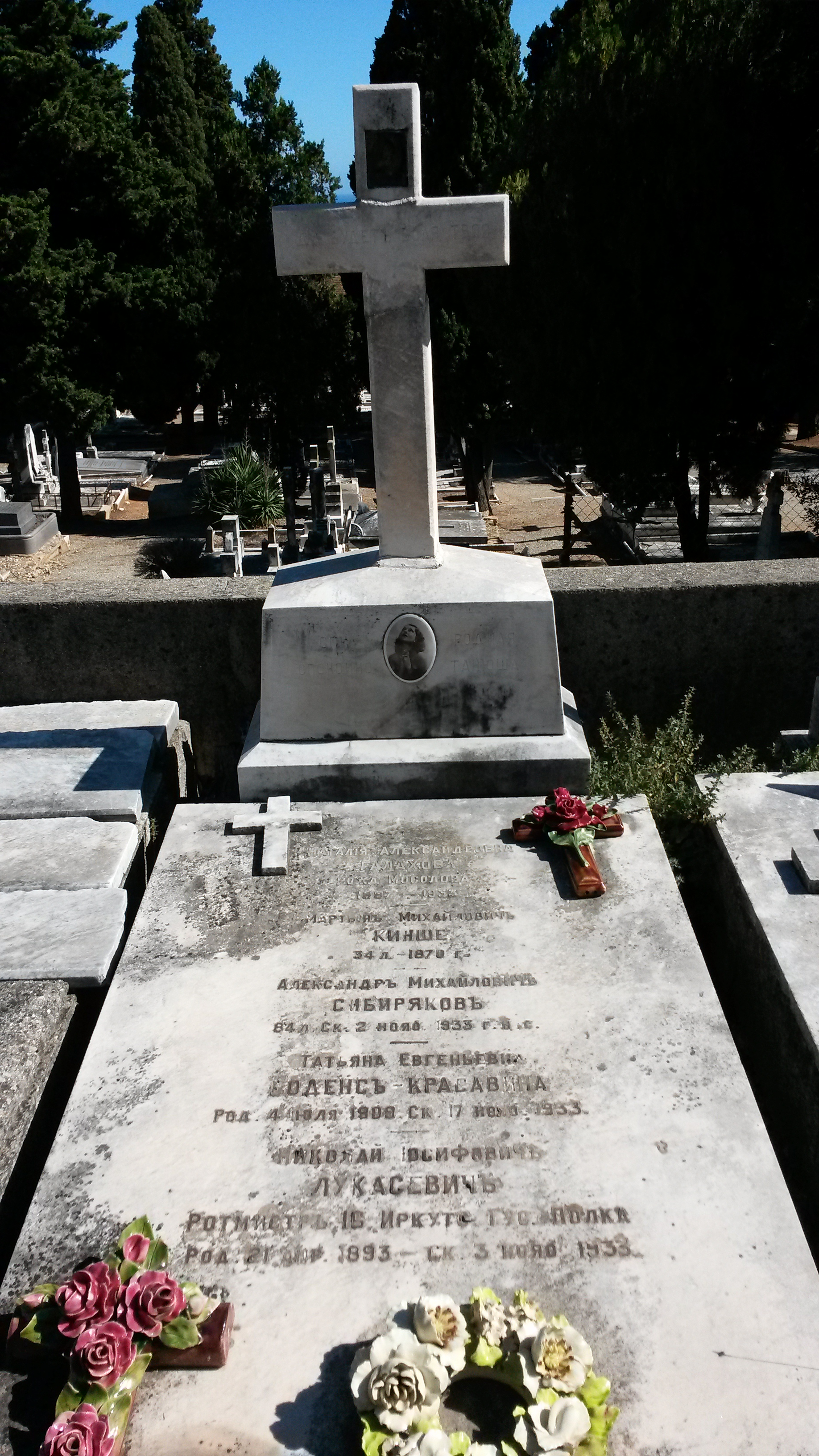
Могила Александра Сибирякова на Русском кладбище в Ницце

В начале XX века[уточнить] Александр Михайлович отошёл от предпринимательской деятельности и уехал из Иркутска. Жил в Батуме, Париже, Цюрихе, Ницце. В 1920 году шведский консул в Ницце разыскал Сибирякова. Семидесятилетний Александр Михайлович жил в глубокой бедности. Благодаря усилиям консула и председателя Географического общества в Стокгольме шведское правительство в 1921 году назначило Сибирякову пожизненную пенсию в размере 3000 крон ежегодно. В Ницце Сибиряков прожил ещё 12 лет и ушёл из жизни там же в больнице Пастера в возрасте 84 лет.

## Награды
- Орден Святого Владимира III степени;
- Крест командора 1-го класса ордена Полярной звезды от короля Швеции за помощь в организации экспедиции Норденшёльда;
- Пальмовая ветвь от правительства Франции за содействие экспедиции Де Лонга;
- Серебряная медаль Императорского Русского географического общества.

## Память
Именем Сибирякова названы:
- Остров Сибирякова в Карском море (Енисейский залив, название присвоено в 1876 году А. Е. Норденшельдом)[11].
- Ледокол «Александр Сибиряков»
- Ледокол «Сибиряков»
- Музей истории города Иркутска
- Гидрографическое судно «Сибиряков»

## Труды
- Очерк из Забайкальской жизни, 2 изд., СПБ, 1878.
- Плавание парохода «Оскар Диксон» к устьям Енисея в 1880, «Изв. Русского географического общества», 1881, т. 17, в. 1
- К вопросу о внешних рынках Сибири. Тобольск. 1894.
- О древнем пути новгородцев чрез Ямал к Обской губе // Сибирская торговая газета. № 9. 13 января 1910 года. Тюмень.
- О морском сообщении Сибири с Европой через Карское море // Сибирская торговая газета. № 228. 14 декабря 1906 года. Тюмень.
- О морском сообщении с Печёрой // Сибирская торговая газета. № 236. 6 ноября 1911 года. Тюмень.
- О северном морском пути // Сибирская торговая газета. № 114. 28 мая 1898 года. Тюмень.
- О пути из Якутска к Охотскому морю. Аян, как морской порт Якутской области // «Сибирская жизнь». № 208. 26 сентября 1900 года. Томск.
- О пути из Якутска к Охотскому морю. Аян, как морской порт Якутской области (продолжение) // «Сибирская жизнь». № 209. 28 сентября 1900 года. Томск.
- «О путях сообщения Сибири и морских сношений её с другими странами». Спб., 1907.
- О морском сообщении через Карское море и о канале через Ямал // Сибирская торговая газета. № 53. 7 марта 1915 года. Тюмень.